# Mariakapel (Neubourg)

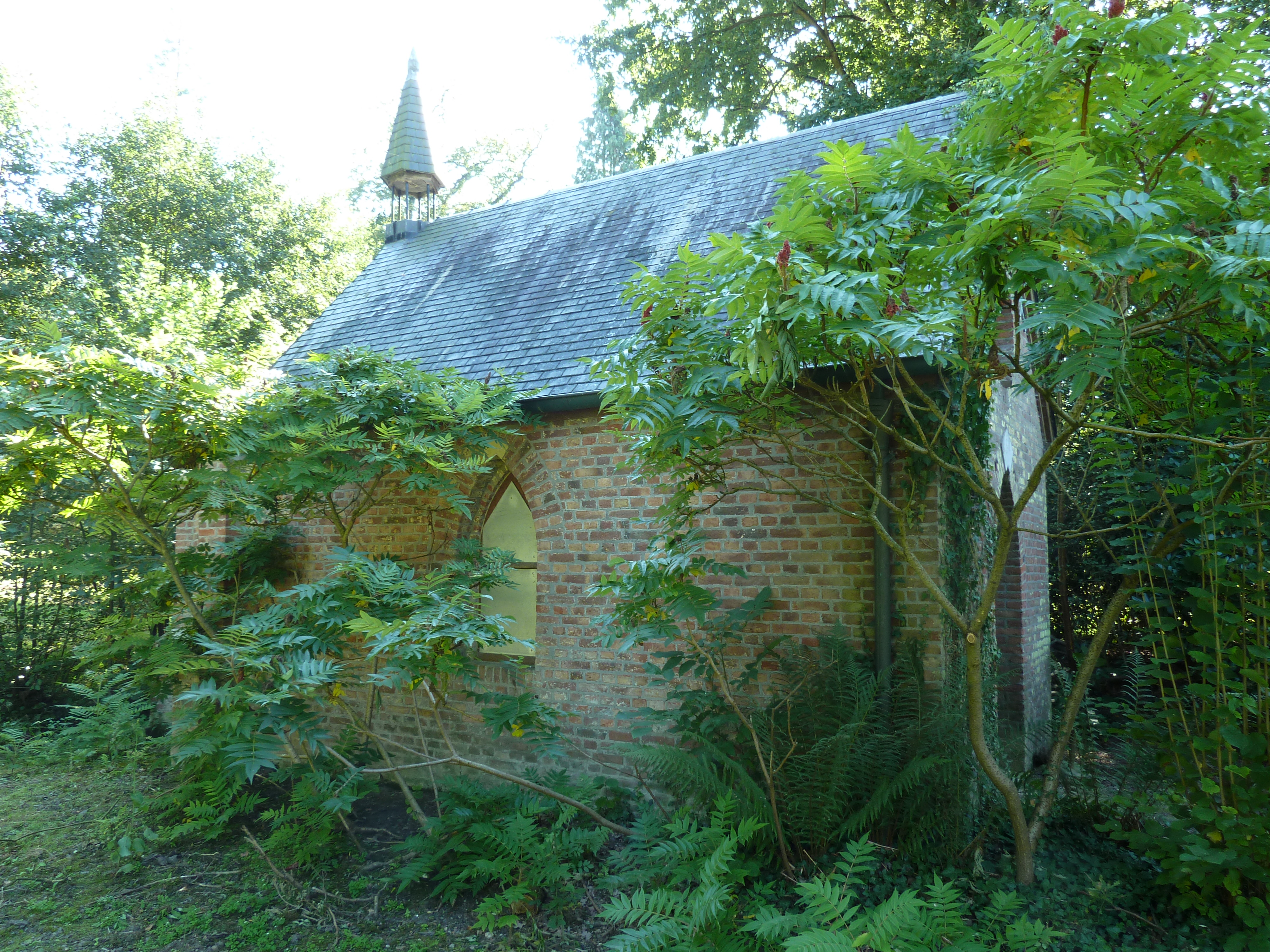
De Mariakapel in het groen in 2012

De Mariakapel is een kapel in Gulpen in de Nederlandse gemeente Gulpen-Wittem. De kapel staat in de kasteeltuin van Kasteel Neubourg, ten zuidwesten van het dorp aan het riviertje de Gulp.
De kapel is gewijd aan Maria.

## Geschiedenis
In 1838 werd de kapel gebouwd als reeënstal.
In het derde kwart van de 20e eeuw werd de kapel gerestaureerd.
Op 13 december 2004 werd de kapel opgenomen in het rijksmonumentenregister.

## Gebouw
De kapel heeft een spitsboogvormige entree, met daarboven een rond venster, en een driezijdige koorsluiting. Op het dak staat een dakruiter boven de koorsluiting. In de zijgevels en twee gevels van de koorsluiting een spitsboogvenster. In de middelste gevel van de driezijdige koorsluiting bevindt zich een spitsboogvormige nis.

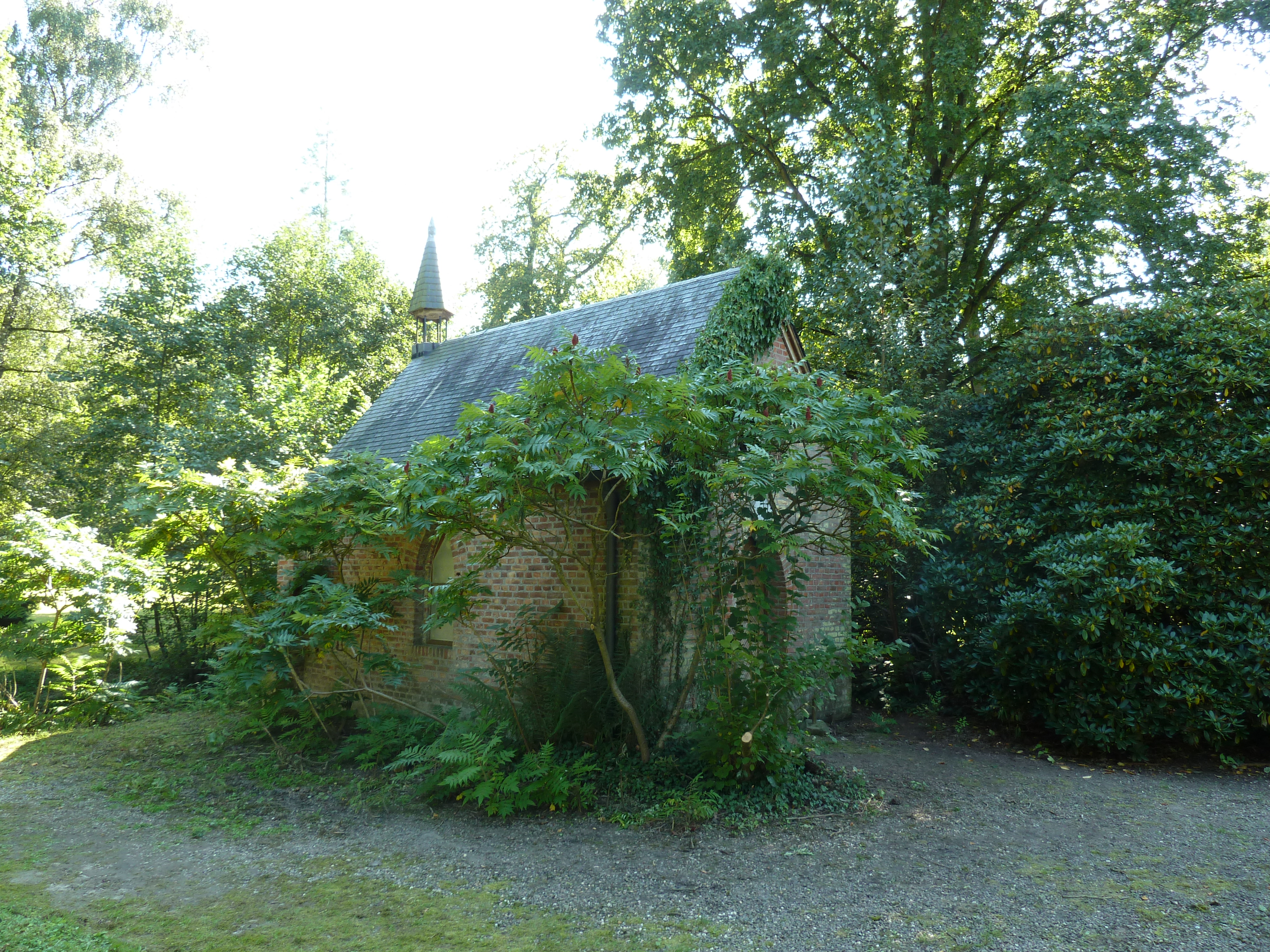
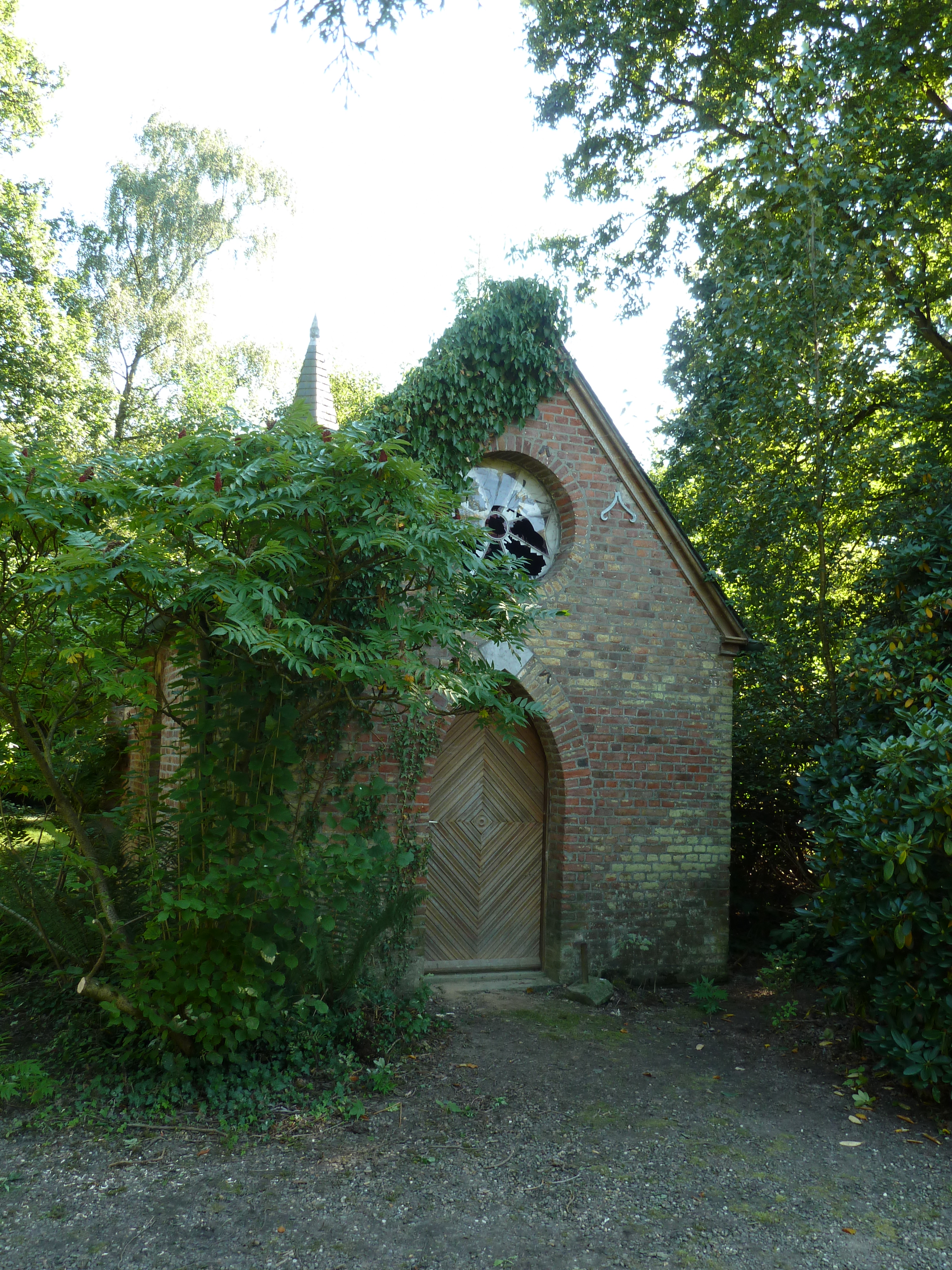
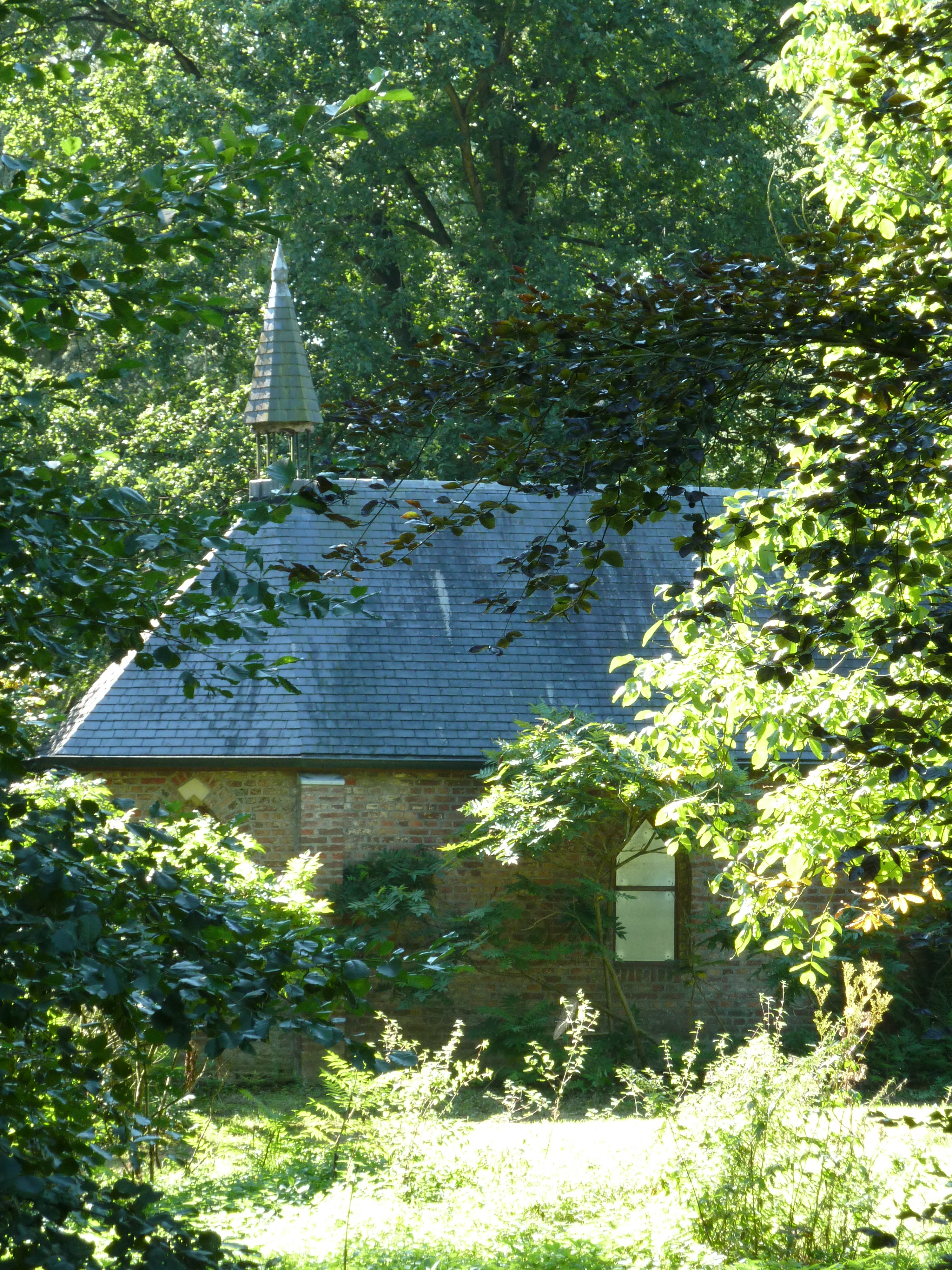
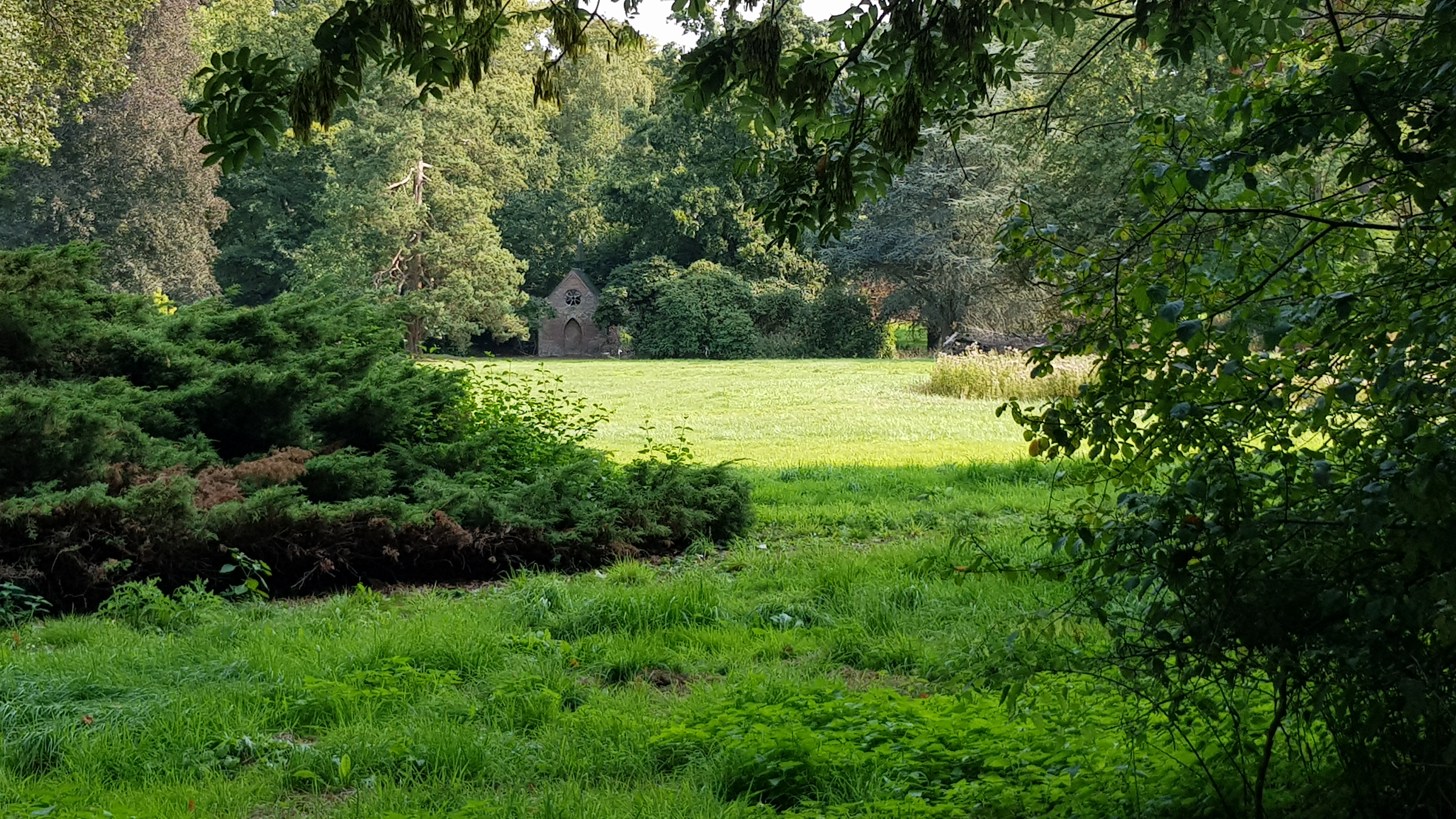
Kapel gezien vanaf het Riehagervoetpad
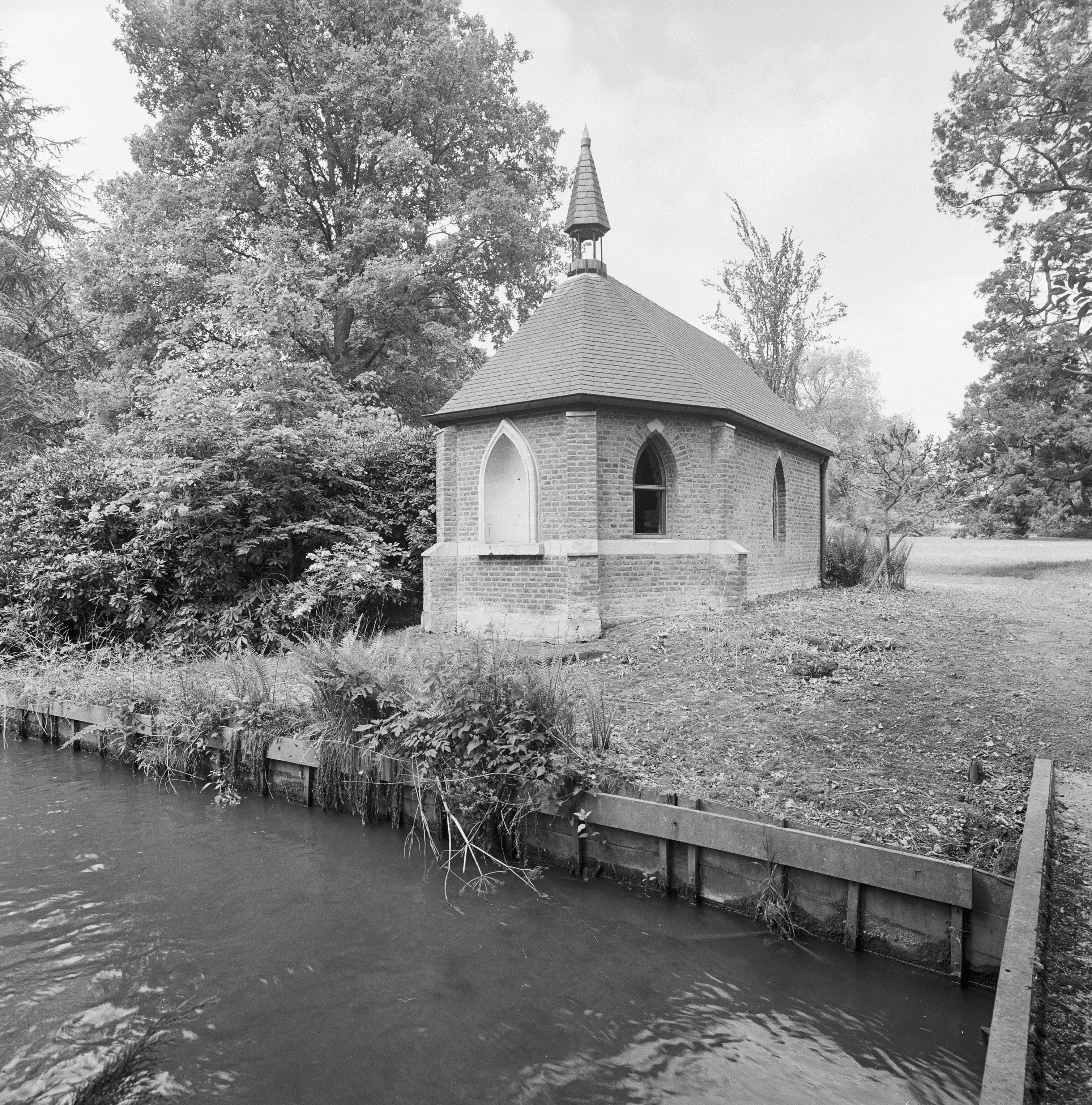